# Emily Zurrer
Emily Zurrer, född 12 juli 1987 i Vancouver, British Columbia, Kanada, är en kanadensisk fotbollsspelare, som spelat för kanadensiska landslaget. Hon värvades i juli 2011 till svenska Dalsjöfors GoIF med ett tremånaderskontrakt.

### Fotnoter
1. ↑  ”Notiser”. SVT Sport. 31 juli 2011. http://www.svt.se/sport/artikel/notiser-svennis-besegrad-av-mou/. Läst 1 augusti 2011.